# William Styles
William Styles (n. 11 octombrie 1874, Londra, Regatul Unit al Marii Britanii și Irlandei – d. 8 aprilie 1940, Seaford, Anglia, Regatul Unit) a fost un trăgător de tir ce a reprezentat Regatul Unit al Marii Britanii și al Irlandei de Nord, medaliat olimpic. A participat la 2 ediții ale Jocurilor Olimpice (1908, 1912) în care a câștigat o medalie de aur și o medalie de argint.